# Teopempt (metropolita kijowski)
Teopempt (zm. między 1049 a 1051 w Kijowie) – metropolita kijowski pełniący urząd najprawdopodobniej w latach 1035–1051.

## Życiorys
Był z pochodzenia Grekiem. Według różnych źródeł objął katedrę kijowską ok. r. 1034, w 1035 lub w 1039. W 1039 jako zwierzchnik Kościoła na Rusi Kijowskiej uczestniczył w powtórnym poświęceniu cerkwi Dziesięcinnej w Kijowie, w połowie tego samego roku uczestniczył w synodzie biskupów w Konstantynopolu. Prawdopodobnie w okresie sprawowania przez Teopempta urzędu powołane zostały na Rusi eparchie juriewska i perejasławska.
Konflikt bizantyjsko-ruski w latach 1043–1046 nie miał wpływu na działalność metropolity, który pozostawał na urzędzie do swojej śmierci w r. 1049 lub 1051.